# Florin Salam

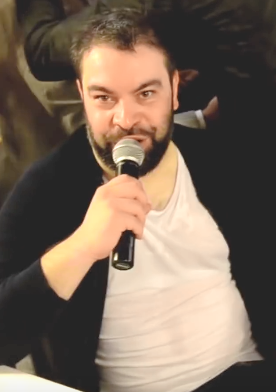
Florin Salam

Florin Stoian (* 1. Oktober 1979 in Bukarest), besser bekannt unter seinem Künstlernamen Florin Salam, ist ein rumänischer Manele-Sänger.

## Anfänge
Salam wurde in eine Roma-Familie geboren. In seiner Jugend war er zusammen mit seinem Vater und Onkel Akkordeonist und Sänger in einer Band und spezialisierte sich auf das Lăutari-Repertoire von urban-rumänischen Lieder und Tänzen. Nachdem sein Vater zu alt wurde, um zu singen, nahm Salam seinen Platz ein und sang mit seinem Onkel unter dem Namen Florin Fermecătoru und erlangte Bekanntheitsgrad. In der Zwischenzeit freundete sich Salam mit Bandleader Dan Bursuc an. Er half Salam bei der Aufnahme seiner ersten Single "Ce a gagică șmecherită" im Jahr 2002.  Sein erster Hit "Of, viața mea" erschien im Jahr 2000, gesungen von Adrian Minune und Costi Ioniță. Ende 2002 änderte Salam seinen Künstlernamen von "Fermecătorul" (deutsch: bezaubernd) in das arabische "Salam" (deutsch: Frieden, vgl. hebräisch shalom). Da sein erster Song ein kommerzieller Erfolg war, nahm er weiterhin Songs auf und vermarktete sie mit Hilfe von Dan Bursuc. Auf diese Weise veröffentlichte er sein erstes Manele-Album, das bei Fans des Genres überraschend gut ankam. Das Album verkaufte sich mehr als 40.000 Mal. Ebenso nahm Costi Ioniță mit ihm ein weiteres erfolgreiches Album mit dem Hit "Doar cu tine" auf. Salams Freundschaft mit Dan Bursuc brachte ihm Vorteile, sodass er bekannte Künstler des Manele-Genres traf, wie Vali Vijelie, Nicolae Guță und Daniela Gyorfi. 2008 trat er zusammen mit der Schlagersängerin Paula Seling und dem Bukarester Sinfonieorchester auf. Der Moderator der Show beschrieb die Zusammenarbeit mit Seling als Versöhnung zwischen Manele und der Mainstream-Popmusik. In gleicher Hinsicht warf der Songtext das Problem der ethnischen Intoleranz auf. Im Oktober 2011 arbeitete Salam mit dem bosnischen Musiker Goran Bregović zusammen, mit dem er die Songs "Hopa Cupa" und "Omule" aufnahm, Lieder, die auf dem Album Champagne for Gypsies enthalten waren. Das Album erschien „als Reaktion auf den extremen Druck, dem Gypsies (Romni) in letzter Zeit in ganz Europa ausgesetzt sind.“
Salam ist Vizepräsident des Verbandes der Roma-Künstler, Musiker und Lăutari aus Rumänien (Asociaţia Artiştilor, Muzicanţilor şi Lăutarilor Romi din România). Im Dezember 2005 wurde er zum besten Manele-Künstler des Jahres gekürt.

## Saint Tropezund anschließender Erfolg
Im Februar 2013 nahm Salam den Song "Saint Tropez" auf. Der Song hatte einen unerwarteten Erfolg, wobei das offizielle Video mehr als 70 Millionen Aufrufe auf YouTube verzeichnete. Salam geriet in Kritik, da ihm vorgeworfen wurde, die Melodie vom bulgarischen Sänger Azis kopiert zu haben. Sein Video wurde populär und gehörte 2013 zu den meistgesehenen Videos auf der rumänischen YouTube-Plattform. Seitdem hat Salam mehrere Konzerte im In- und Ausland. Sein im Juli 2013 in Zusammenarbeit mit Șușanu veröffentlichter Hit "Ești bombă" (deutsch: Du bist eine Bombe) wurde von mehr als 27 Millionen Menschen auf YouTube angesehen. Heute arbeitet er als Florin Salam mit den Plattenlabels Nek Music und Big Man zusammen.

## Stil
Florin Salams Songs beginnen oft mit einer freirhythmischen Einleitung, mit der der Sänger seine stimmliche Virtuosität und seine Kunst der melismatischen Verzierungen vorführt. Diese Konvention hat vor allem Salam entwickelt. In den getakteten Teilen der Lieder treten mitunter Background-Sänger auf, die Harmonien beisteuern oder Verse wiederholen. Die Texte stehen meist in der ersten Person und werden aus männlicher Perspektive vorgebracht. Neben Beschwörungen der erotischen Liebe und Leidenschaft ist das Lob der Familie ein großes Thema in seinen Songs. Doch auch das Präsentieren von Reichtum, Macht und Männlichkeit (Geld, Luxushäuser, teure Autos, Reisen und schöne Frauen) gehört zum Repertoire.

## Diskografie (2012 bis heute)

### Songs
| Song                                 | Veröffentlichung  | Label         |
| ------------------------------------ | ----------------- | ------------- |
| "O iubesc pe mama lui Andrei Dinica" | 22. März 2012     | Amma Record   |
| "Jumătate pentru mine"               | 12. April 2012    | Nek Music     |
| "Mai frumoasă ca o floare"           | 28. Mai 2012      | Big Man       |
| "Fac ce vrea inima ta"               | 1. Juni 2012      | Big Man       |
| "Lume rea"                           | 2. Juni 2012      | Big Man       |
| "Nici o sută, nici o mie"            | 11. Juli 2012     | Big Man       |
| "Ce frumoasă e dragostea"            | 17. August 2012   | Nek Music     |
| "Brazilianca"                        | 13. Dezember 2012 | Nek Music     |
| "Tu ai să plângi"                    | 18. Dezember 2012 | Zoom Studio   |
| "Îți cumpăr lalele"                  | 21. Dezember 2012 | Nek Music     |
| "Nimeni"                             | 22. Dezember 2012 | Big Man       |
| "Saint Tropez"                       | 1. Februar 2013   | Nek Music     |
| "Ia-mă, ia-mă"                       | 11. Februar 2013  | Kompact Sound |
| "De-ar trece viața mai ușor"         | 17. Februar 2013  | Nek Music     |
| "Frumusețe de femeie"                | 26. Februar 2013  | Amma Record   |
| "Doar dragostea"                     | 16. März 2013     | Nek Music     |
| "Cine te-a trimis pe tine"           | 5. April 2013     | Nek Music     |
| "Viața e plină de culori"            | 10. April 2013    | Nek Music     |
| "Bruneta"                            | 19. Mai 2013      | Amma Record   |
| "Să nu te cerți cu frații"           | 4. Juli 2013      | Nek Music     |
| "Ești bombă"                         | 9. Juli 2013      | Big Man       |
| "De tine m-am îndrăgostit"           | 29. Juli 2013     | Nek Music     |
| "La vârsta mea îmi permit orice"     | 28. August 2013   | Nek Music     |
| "Dacă tu nu ești"                    | 31. August 2013   | Amma Record   |
| "Nebunia anului"                     | 17. Oktober 2013  | Big Man       |
| "Ce ai cu viața mea"                 | 21. Oktober 2013  | Nek Music     |
| "Orice om are o poveste"             | 11. November 2013 | Nek Music     |
| "Besame mi amor"                     | 21. November 2013 | Amma Record   |
| "Mia mia mi amor"                    | 29. November 2013 | Nek Music     |
| "Cât aș vrea să mai fiu cum eram"    | 10. Dezember 2013 | Amma Record   |
| "O noapte cu mine"                   | 19. Februar 2014  | Nek Music     |
| "Alege-mă în viața ta"               | 20. Februar 2014  | Nek Music     |
| "Hai iubito"                         | 11. März 2014     | Nek Music     |
| "Cum să nu o iubesc"                 | 11. April 2014    | Nek Music     |
| "De-aș mai avea o mică șansă"        | 18. April 2014    | Nek Music     |
| "Îmi stă bine în brațe la tine"      | 18. April 2014    | Nek Music     |
| "O mie de nopți"                     | 19. April 2014    | Nek Music     |
| "Fiți pe fază"                       | 22. Mai 2014      | Nek Music     |
| "Vino lângă mine"                    | 20. August 2014   | Nek Music     |
| "Mișcă-te ca o felină"               | 10. Oktober 2014  | Nek Music     |
| "N-aș putea să iubesc banii"         | 13. Oktober 2014  | Nek Music     |
| "Hei mami"                           | 28. Oktober 2014  | Big Man       |
| "99 de probleme"                     | 31. Oktober 2014  | Zoom Studio   |
| "Saka laka"                          | 1. November 2014  | Nek Music     |
| "Mergem mai departe"                 | 12. November 2014 | Nek Music     |
| "Cu tine mi-e bine"                  | 14. November 2014 | Zoom Studio   |
| "Viața mea e și bună și rea"         | 25. November 2014 | Big Man       |
| "Gura lumii e rea"                   | 28. November 2014 | Zoom Studio   |
| "Bailando"                           | 4. Dezember 2014  | Nek Music     |
| "Indianca mea"                       | 6. Dezember 2014  | Amma Record   |
| "Un nebun așa ca mine"               | 10. Dezember 2014 | Nek Music     |
| "Sanki, sanki"                       | 21. Dezember 2014 | Zoom Studio   |
| "Nu vreau nimic"                     | 23. Dezember 2014 | Nek Music     |
| "Cine altcineva ca mine"             | 25. Dezember 2014 | Zoom Studio   |
| "Din câte stele sunt pe cer"         | 29. Dezember 2014 | Big Man       |
| "A ieșit soarele din nori"           | 30. Dezember 2014 | Nek Music     |
| "7 zile"                             | 17. Januar 2015   | Nek Music     |
| "Am să scriu într-o carte"           | 30. Januar 2015   | Nek Music     |
| "Cuba, Cuba"                         | 10. Februar 2015  | Nek Music     |
| "Poza ta nu mă sărută"               | 21. Februar 2015  | Big Man       |

### Studioalben
- 1996: Mamă, Scumpă Mamă (Chalex Trading)
- 2002: Petreceti Cu Florin Salam (Atomic)
- 2003: Fermecãtorul Vol. 1 Orice Om Greșește (Euginex '98)
- 2004: Salamanele De Sarbatori (101 Music)
- 2005: Live La Nuntă (101 Music)
- 2005: Salamanele 2 (101 Music)
- 2005: Alină-mi Inima (AMMA Records)
- 2006: Fac Diferența (mit Costi Salam; AMMA Records)
- 2006: Cei 3 Grei (mit Adrian Minune; Grand Production Bursuc)
- 2008: Florin Salam, Prințesa De Aur, Andrei (Best Music)
- 2011: Fitza Fitzelor (mit Roxana Prințesa Ardealului; Big Man)
- 2015: A Ieșit Soarele Din Nori (Big Man)
- 2016: Hiturile Anului (Big Man)
- 2016: Florin Salam, Nicolae Guta și Vali Vijelie (Big Man)
- 2017: Melodii de Suflet (Big Man)
- 2018: Nebunia lui Salam (Big Man)
- 2018: Frații (Big Man)
- 2018: Două Inimi (Big Man)
- 2018: 20 de Muzicanți (Big Man)
- 2018: Amor, Amor... (Big Man)
- 2018: Dacă ai greșit (Big Man)
- 2018: Balans (Big Man)
- 2018: Ce femeie rea (Big Man)
- 2018: Cap și Pajură (Big Man)
- 2018: Cine are Frați (Big Man)
- 2018: Best Hits (Big Man)
- 2018: Să nu uniți de mama ta (Big Man)
- 2019: Anii mei frumoși, Live (Big Man)
- 2019 Brigadă de Valoare (Big Man)
- 2019: S-au pus dușmanii mei la sfat (Big Man)
- 2019: O Djadja (Big Man)
- 2019: Să la foc cu lumănarea (Big Man)
- 2019: Numarul 1 (Big Man)
- 2019: Omul în lume când se naște (Big Man)
- 2019: Winter Hits (Big Man)
- 2020: Macarena (Big Man)
- 2021: Regele Românei (Big Man)
- 2021: Regele Petrecerilor (Big Man)
- 2021: Sistemul Taliban (Big Man)
- 2021: Când plec eu la vănătoare (Big Man)
- 2021: Top Hits (Big Man)
- 2021: 007 (Big Man)
- 2021: Echipă Natională (Big Man)
- 2021: Nu pot să fiu supărat (Big Man)
- 2021: Fabrică de talente (Big Man)
- 2021: Am o vorbă în Cartier (Big Man)
- 2021: Șeful banilor (Big Man)

## Privates
Salam heiratete im September 2007 in Antalya Stefania. Trauzeuge war Manele-Sänger und sein enger Mitarbeiter Adrian Minune. Am 12. April 2009 starb Stefania mit 27 Jahre an einem Nierenversagen, das durch eine Niereninfektion verursacht wurde. Nach dem Tod seiner Frau hatte Salam keine Partnerin, bis er 2013 Oana kennenlernte. Ihre Beziehung hielt jedoch nicht länger als ein paar Monate. Ab 2014 war er mit Roxana Dobre liiert, die zuvor für das Playboy-Magazin posiert hatte. Salam und Dobre wollten ursprünglich 2021 heiraten. Die Hochzeit wurde aufgrund der COVID-19-Pandemie verschoben. Roxana brachte ein Mädchen zur Welt.

### Beziehungen zu Geldverleihern
Zu Beginn seiner Karriere wurde Salam von den Brüdern Sile und Nuțu Cămătaru, renommierten Geldverleihern, finanziell unterstützt. Nach dem Tod seiner Frau erlag er dem Glücksspiel, mit steigenden Schulden, die ihn dazu zwangen, sich Geld von Geldverleihern zu leihen. Im August 2013 wurde Stoian vor dem Rin Grand Hotel in Bukarest von drei Schuldeneintreibern angegriffen, die versuchten, Salam ausgehändigtes Geld mit Gewalt zurückzufordern.